# Cuatahuatla
Cuatahuatla är en ort i Mexiko.   Den ligger i kommunen Tlanchinol och delstaten Hidalgo, i den sydöstra delen av landet, 190 km norr om huvudstaden Mexico City. Cuatahuatla ligger 623 meter över havet och antalet invånare är 156.
Terrängen runt Cuatahuatla är kuperad norrut, men söderut är den bergig. Runt Cuatahuatla är det ganska tätbefolkat, med 86 invånare per kvadratkilometer. Närmaste större samhälle är San Felipe Orizatlán, 16,7 km nordost om Cuatahuatla. Omgivningarna runt Cuatahuatla är en mosaik av jordbruksmark och naturlig växtlighet.